# Alain Resnais
Alain Resnais [alɛ̃ ʁɛnɛ] est un réalisateur français, également scénariste et monteur, né le 3 juin 1922 à Vannes (Morbihan) et mort le 1er mars 2014 à Neuilly-sur-Seine (Hauts-de-Seine).
Alors qu'il envisage de devenir comédien, il intègre la première promotion de l'IDHEC en montage et commence, à la fin des années 1940, à réaliser des courts métrages et moyens métrages documentaires qui marquent le public et la critique : Van Gogh, Guernica et surtout Nuit et Brouillard, premier film de référence sur les centres d'extermination nazis.
Réalisateur d'Hiroshima, mon amour (1959) et de L'Année dernière à Marienbad (1961), Alain Resnais est rapidement considéré comme l'un des grands représentants du Nouveau cinéma (Nouvelle Vague) et comme un des pères de la modernité cinématographique européenne à l'instar de Roberto Rossellini, Ingmar Bergman et Michelangelo Antonioni dans sa manière de remettre en cause la grammaire du cinéma classique et de déconstruire la narration linéaire.
Cinéaste appréciant les expérimentations, capable de se remettre en question à chaque nouvelle réalisation, Alain Resnais est reconnu pour sa capacité à créer des formes inédites et à enrichir les codes de la représentation cinématographique par son frottement à d'autres arts : littérature, théâtre, musique, peinture ou bande dessinée. Ses films, tendant vers l'artifice et l'imaginaire, peuvent paraître déroutants pour le grand public même si beaucoup ont rencontré le succès.
Tout au long de son œuvre, se retrouvent un grand nombre de thèmes tels que des sujets historiques, la mémoire, l'engagement politique, l'intimité, la réalité de l'esprit, le rêve, le conditionnement socio-culturel, la mort, la mélancolie et l'art.
Pour les vingt longs métrages qui portent sa signature, Resnais a fait appel à des auteurs-scénaristes aussi renommés et différents que Marguerite Duras, Alain Robbe-Grillet, Jean Cayrol, Jorge Semprún, Jacques Sternberg, David Mercer, Jean Gruault, Jules Feiffer, Jean-Pierre Bacri, Agnès Jaoui et, pour l'adaptation de pièces anglaises d'Alan Ayckbourn, Jean-Michel Ribes, et Jean-Marie Besset. Il co-adapte en 2009, pour la première fois, avec Laurent Herbiet un roman. Suivront avec le même scénariste trois autres adaptations, dont la dernière restera inachevée.
Fidèle dans le travail et amateur de l'esprit de troupe, Resnais a notamment sollicité à plusieurs reprises les comédiens Sabine Azéma, Pierre Arditi, André Dussollier et Lambert Wilson, les techniciens Jacques Saulnier, Renato Berta, Éric Gautier et Hervé de Luze ainsi que le compositeur Mark Snow.
Réalisateur célébré par la profession, il a été plusieurs fois récompensé aux Césars et dans les festivals internationaux.

## Biographie

### Apprentissage
Alain-Pierre-Marie-Jean-Georges Resnais naît en 1922 à Vannes. Issu d'une famille cultivée (son père, Pierre, pharmacien de profession, fut également maire de Treffléan de 1934 à 1962), il est sensibilisé très tôt à toutes les formes d'art. À cause d'un asthme bronchique il fait au début ses études scolaires en privé à la maison. Plus tard, il effectuera des études préparatoires au lycée jésuite Saint François-Xavier de Vannes. À 12 ans, il se voit offrir une caméra Kodak 8 mm avec laquelle il tourne des courts métrages amateurs dont une adaptation de Fantômas. Outre le cinéma, il se passionne pour la photographie, la peinture, la bande dessinée et la littérature.
Il désire d'abord être acteur et déménage à Paris en 1939. Il devient l'assistant de Georges Pitoëff au théâtre des Mathurins, fréquente le Cours Simon et est notamment figurant dans Les Visiteurs du soir. Il n'a pas le bac et travaille comme stagiaire dans une librairie quand la monteuse Myriam Borsoutsky lui conseille de passer le concours de l'IDHEC. Lors de l'examen oral, il a pour examinateurs l'écrivain Alexandre Arnoux, à qui il voue une grande admiration, et le critique Jean Mitry, avec qui il parle longuement du cinéma muet et du cinéma allemand. Il est admis à l'IDHEC en 1943 dans la section montage,. En 1946, en Allemagne, il participe au Théâtre aux Armées sous la direction d'André Voisin. La même année, il est assistant-réalisateur sur le long métrage documentaire Paris 1900  .
Sa carrière de réalisateur professionnel commence avec Van Gogh, en 1948, un court métrage documentaire produit par Pierre Braunberger, récompensé à la Biennale de Venise et aux Oscars. Il tourne ensuite plusieurs documentaires durant une dizaine d'années. Les thèmes abordés sont très variés : la guerre d'Espagne vue par Picasso dans le court métrage Guernica en 1950, ou l'usine Pechiney. Le prix Pulitzer de la cinématographie lui est décerné le 24 juin 1954.
Les courts métrages de Resnais impressionnent la critique. Par exemple, après la projection du Chant du styrène au Festival de Tours 1958, Jean-Luc Godard, alors critique de cinéma dans l'hebdomadaire Arts, est enthousiaste. Il y voit un film « olympien, d'une gravité sans égale ». Contemporain de la Nouvelle Vague, Alain Resnais est rapidement apparenté au groupe de la « Rive gauche », très engagé, dont font partie Chris Marker avec lequel il co-réalise le film anticolonialiste Les statues meurent aussi (prix Jean-Vigo 1954, le film est interdit par la censure pendant onze ans) et Agnès Varda dont il monte La Pointe-Courte, le premier long métrage,. En 1956, il obtient à nouveau le Prix Jean-Vigo pour Nuit et Brouillard, produit par Anatole Dauman et devenu depuis, grâce à Henri Michel, qui en avait pris l'initiative et en était le conseiller historique, un film de référence sur les camps d'extermination.

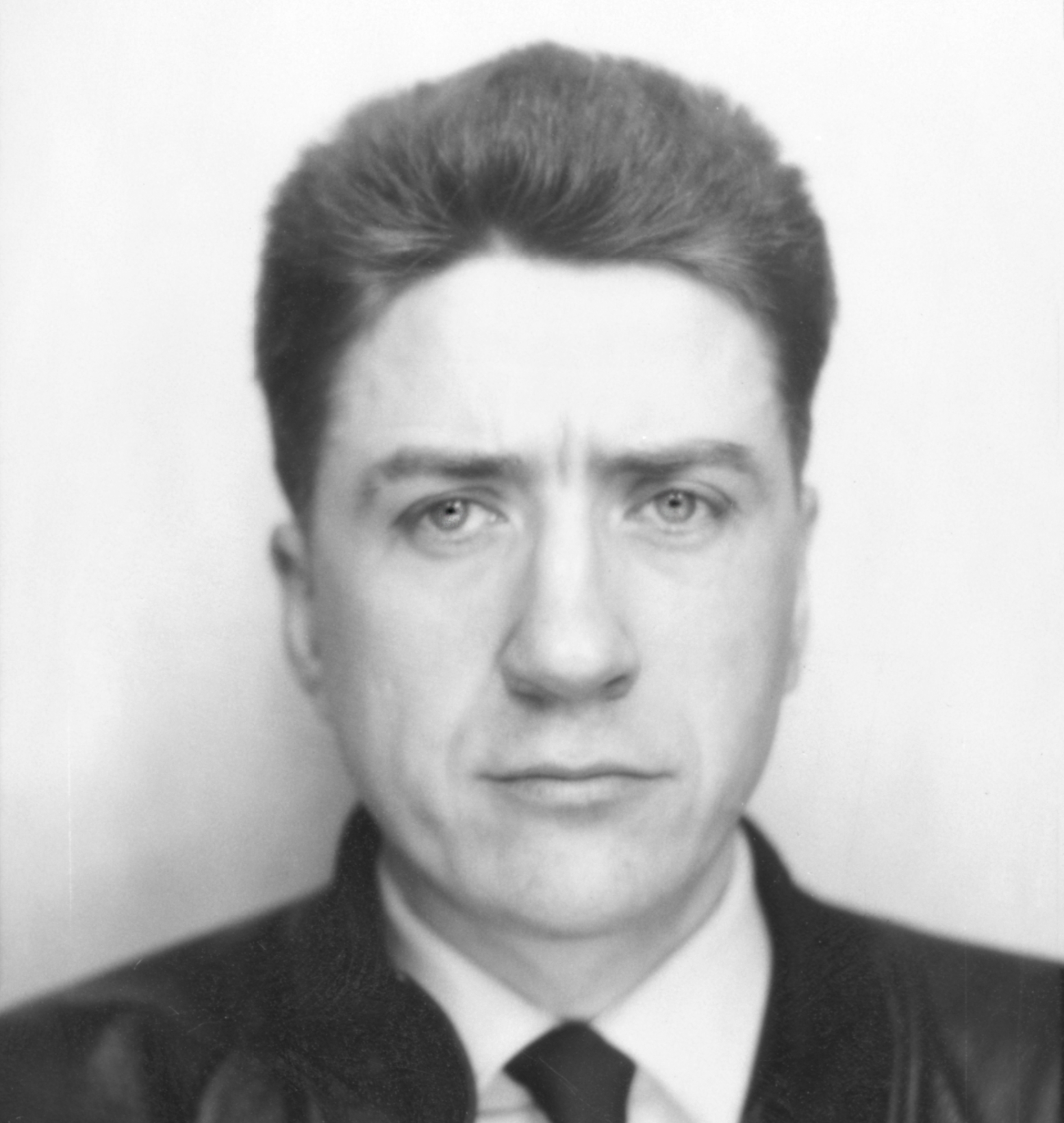
Alain Resnais en 1959. Photo d'identité (Sacem).

### Longs métrages
Resnais réalise son premier long métrage de fiction, Ouvert pour cause d'inventaire, film qui ne sortira pas en salles et serait aujourd'hui perdu, avec Danièle Delorme dans le rôle principal et une équipe bénévole. Il le décrit en 2006 comme un film « fait pour être projeté à douze personnes ».
En 1959, il met en scène son deuxième film de fiction, financé par Dauman et écrit par Marguerite Duras : Hiroshima mon amour. Le film est présenté hors compétition au Festival de Cannes 1959 et divise d'emblée les spectateurs. Dès la fin de la projection, le président du jury, Marcel Achard, s'exclame tout haut : « C'est de la merde ! » tandis qu'un autre juré, Max Favalelli, lui rétorque : « Non, c'est l'œuvre d'un authentique génie ». Le film a un retentissement mondial : il est apprécié à la fois par la critique et le public. Selon Louis Malle, « ce film fait faire un bond dans l'histoire du cinéma ». Godard déclare plus tard être jaloux du film : « Je me souviens avoir été très jaloux de Hiroshima mon amour. Je me disais : « Ça c'est bien et ça nous a échappé, on n'a pas de contrôle là dessus. » ».

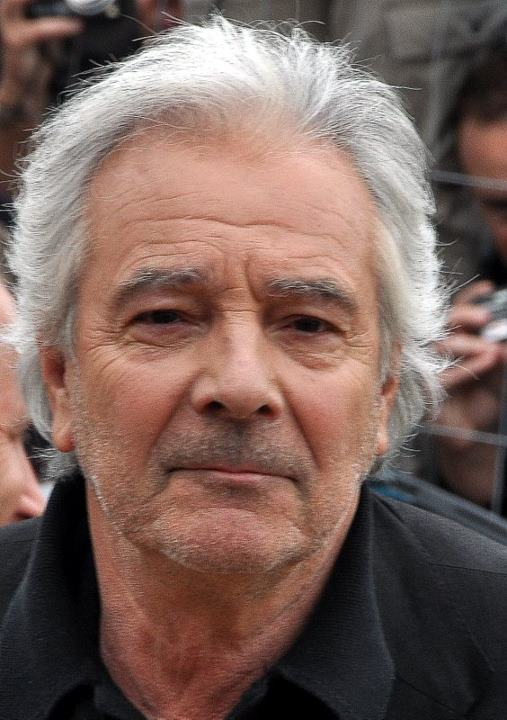
Pierre Arditi a tourné dix films avec Alain Resnais depuis Mon oncle d'Amérique (1979) jusqu'à Vous n'avez encore rien vu (2012).

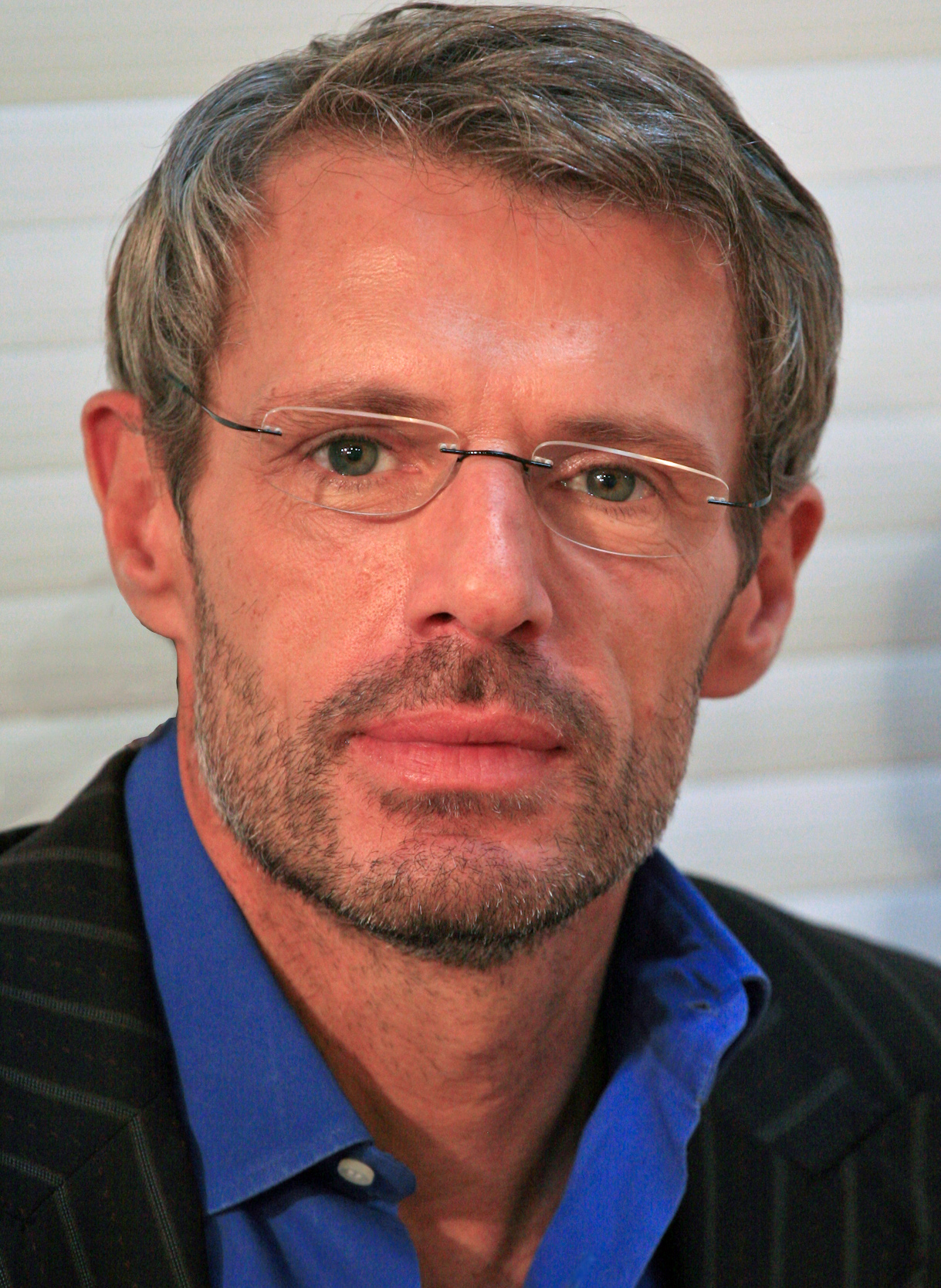
Lambert Wilson est devenu un acteur régulier d'Alain Resnais (quatre films) depuis son rôle dans On connaît la chanson (1997).

L'œuvre déconstruit les concepts classiques du récit cinématographique et expose, de manière novatrice, la problématique de la mémoire et du temps perdu. Elle évoque également les traumatismes de la Seconde Guerre mondiale. Avec 2,2 millions d'entrées en France, elle est un immense succès. Hiroshima obtient d'ailleurs, en 1959, le prix Méliès ex æquo avec un autre film qui, comme lui, connaît un succès fulgurant et devient immédiatement un classique du cinéma : Les Quatre Cents Coups de François Truffaut.
Deux ans plus tard, Resnais fait de nouveau sensation avec L'Année dernière à Marienbad, cinéroman créé en compagnie d'Alain Robbe-Grillet. Le réalisateur opte pour le noir et blanc et le décor intérieur d'un château hors du temps où déambulent des personnages fantomatiques. Il commence à affirmer un style teinté de surréalisme et de distanciation brechtienne. Son désir d'élaborer une forme expérimentale y est aussi réaffirmé. Si une partie de la critique vante sa puissance créatrice, une autre lui reproche son abstraction, son hermétisme et son manque de profondeur politique dans une période qui ne l'est pas (les années 1960). Néanmoins, on retrouve souvent, dans les films de Resnais un engagement social et politique et un goût de l'histoire récente (le colonialisme, la guerre d'Algérie, etc.). En 1960, il est par ailleurs l'un des signataires du Manifeste des 121, titré « Déclaration sur le droit à l’insoumission dans la guerre d’Algérie », et Hiroshima prenait la bombe atomique et la Collaboration en toile de fond. L'Année dernière à Marienbad, qui révèle l'actrice Delphine Seyrig, est un grand succès : le public est encore au rendez-vous et le film réalise 880 000 entrées en France.
Le schéma de réception critique reste, à quelques exceptions près, le même pour chaque film : si l'œuvre du cinéaste fascine, elle en irrite certains. Michel Mourlet, par exemple, dénonce le fait que, « l'objet le plus anecdotique se trouve sur le même plan que le plus important ». Il y voit un « esthétisme académique et vide ». À propos de L'Année dernière à Marienbad et d'Hiroshima mon amour, il écrit : « Aucune connaissance de l'acteur, aucun empire sur le décor, les éléments, aucun sens du récit, rien que de pauvres petits essais d'intellectuels qui jouent gravement à faire du cinéma ».
Muriel, ou le Temps d'un retour (1963), scénarisé par Jean Cayrol, traite de la torture pendant la guerre d'Algérie. Le film rassemble moins de spectateurs que les précédents (430 000 entrées).
La guerre est finie (1966), écrit par Jorge Semprún, raconte l'histoire d'un militant communiste interprété par Yves Montand, évoluant dans un réseau républicain, sur fond de guerre d'Espagne et d'anti-franquisme.
En 1967, il participe au film collectif Loin du Vietnam, coordonné par son ami Chris Marker en solidarité avec le peuple vietnamien. Plutôt que de filmer des images documentaires réalisées sur les lieux du conflit ou aux États-Unis, Alain Resnais préfère capter les réflexions d'un intellectuel parisien, interprété par Bernard Fresson, sur cette guerre et son caractère éminemment médiatique. Ce projet, profondément politique, n'attire pas un public nombreux (60 000 entrées en France).
En 1968, avec Je t'aime, je t'aime, écrit par Jacques Sternberg, Alain Resnais réalise un film d'une grande modernité sur le plan de la construction et de la mise en image d'une temporalité éclatée.
Stavisky, en 1974, revient sur l'un des plus gros scandales financiers de la Troisième République. Optant pour un cinéma plus commercial et choisissant une vedette populaire (Jean-Paul Belmondo), le réalisateur prolonge néanmoins ses recherches plastiques et sa réflexion sur l'histoire. Le film rassemble un million de spectateurs en salles.
En 1977, Alain Resnais décrit le processus de la création littéraire dans Providence, d'après le scénario du dramaturge britannique David Mercer. Mêlant délire, fantasme et réalité prosaïque, Providence, hommage à l'écrivain H.P. Lovecraft, est interprété, en anglais, par des comédiens anglo-saxons (John Gielgud, Dirk Bogarde, Ellen Burstyn et David Warner). Il brosse le portrait d'un écrivain vieillissant tirant le fil de sa vie et de ses personnages comme des marionnettes. Le film se conçoit comme une mise en abyme du récit et un questionnement dense sur la création artistique. Il réalise 650 000 entrées en France.
Avec Mon oncle d'Amérique, écrit par Jean Gruault, Resnais met de manière didactique en application, à travers le parcours de trois personnages issus de milieux sociaux différents, les thèses anthropologiques du scientifique Henri Laborit. Celles-ci sont exposées, de manière ponctuelle, face caméra. Le film remporte un grand succès public avec 1,3 million d'entrées en France.
À partir des années 1980, le cinéaste s'entoure pour La Vie est un roman, L'Amour à mort et Mélo, d'un nouveau trio d'acteurs qui ne le quitte plus : Sabine Azéma, Pierre Arditi et André Dussollier. Ces trois films sont également interprétés par Fanny Ardant. Si la première de ces trois réalisations explore différentes temporalités par le prisme d'un lieu unique (un château devenu école), les deux autres marquent une rupture par le choix d'une structure linéaire, mais aussi par leur tonalité intimiste et sépulcrale. Elles rencontrent un succès mitigé : La Vie est un roman attire 300 000 spectateurs en France, L'Amour à mort 350 000 et Mélo 550 000.
Produit par Marin Karmitz, I Want to Go Home, qui rend hommage à l'univers de la bande dessinée et dont le scénario est signé de l'auteur américain Jules Feiffer, reste le plus gros échec commercial du réalisateur : le film totalise, en 1989, 40 878 entrées.

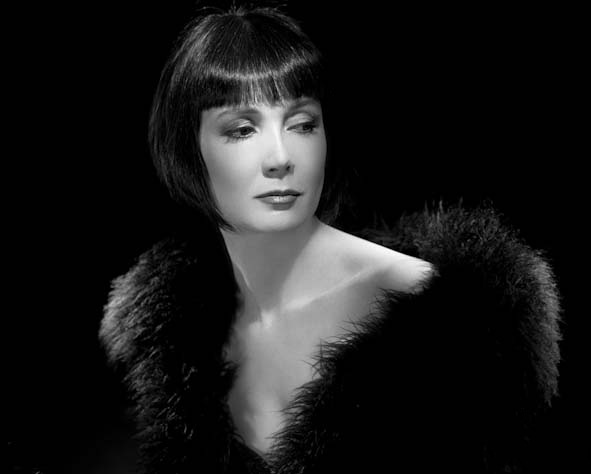
Sabine Azéma est à la fois la compagne et l'actrice principale d'Alain Resnais depuis La vie est un roman.

Dans les années 1990, Alain Resnais s'ouvre à de nouvelles collaborations, avec le duo de scénaristes-acteurs Jean-Pierre Bacri et Agnès Jaoui puis touche un plus large public, développant l'aspect ludique de son cinéma.
En 1993, il revisite le théâtre avec une adaptation de huit pièces d'Alan Ayckbourn (Intimate Exchanges) : Smoking / No Smoking, diptyque sur les possibles de l'existence dans lequel Sabine Azéma et Pierre Arditi jouent neuf rôles. Les films réalisent respectivement 400 000  et   350 000 entrées en France,.

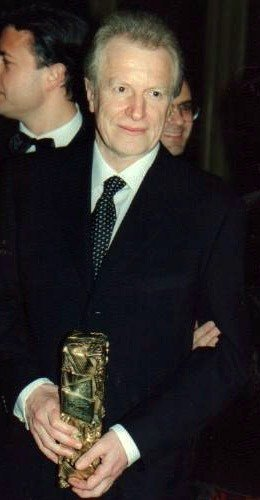
André Dussollier remporte, en 1998, le César du meilleur acteur pour son rôle dans On connaît la chanson. Au total, il a joué dans six films du réalisateur.

Il s'essaie à la comédie musicale avec On connaît la chanson en 1997, qui fait intervenir, dans des dialogues issus de situations quotidiennes, le répertoire de la chanson populaire. Contrairement aux comédies musicales classiques, les acteurs ne chantent pas et ce sont les interprétations originales des chansons qui sont synchronisées sur leurs lèvres. Ce principe a déjà été expérimenté à la télévision anglaise par Dennis Potter (1935-1994) auquel Alain Resnais rend hommage dans le générique. À la différence de Potter, le cinéaste n'introduit que des extraits de chansons, et jamais l'intégralité des titres. De plus, il ne fait pas danser ses personnages lors des plages musicales. Écrit par le tandem Jaoui / Bacri, le scénario prend pour thèmes la dépression et les faux-semblants. Il s'apparente au théâtre de boulevard et l'humour repose sur une série de quiproquos et de malentendus. Le film est un immense succès public et le plus important de son réalisateur avec 2,6 millions d'entrées en France. Il est également exporté et totalise 3,3 millions d'entrées dans l'ensemble de l'Union européenne. Ce film est par ailleurs l'un des plus grands succès critiques du cinéaste.
En 2003, Resnais s'attaque à l'opérette avec Pas sur la bouche. Le ton enjoué et grivois s'y veut proche des films burlesques et du vaudeville. Avec 640 000 entrées, le film est un succès public.
En 2006, Cœurs dépeint la solitude de personnes égarées dans un Paris onirique, enneigé et tragi-comique. Le film est un succès avec 540 000 entrées enregistrées en France.
Les Herbes folles (2009), tiré d'un roman de Christian Gailly, est une histoire d'amour démentielle qui se situe ouvertement du côté de la fantaisie dramatico-bouffonne. Bien que déroutant et touffu, le film, qui divise la critique, trouve son public et totalise 460 000 entrées.
En 2012, Resnais sort Vous n'avez encore rien vu qui narre la convocation post mortem, par un auteur dramatique, de sa troupe d'acteurs fétiches dans une villégiature du Sud de la France où elle sera amenée à juger la captation de sa pièce de théâtre Euridyce que lui a envoyée une troupe de théâtre qui lui demande l'autorisation de la monter. Le titre du film est un hommage à l'acteur Al Jolson qui avait créé, en 1919, une chanson intitulée Vous n'avez encore rien entendu, et qui réutilise l'expression You ain't heard nothin' yet dans Le Chanteur de jazz (1927), premier long métrage partiellement parlant de l'histoire du cinéma. L'idée du scénario vient du producteur Jean-Louis Livi qui a suggéré à Resnais de faire un film à partir d'Eurydice. La réalisation s'inspire également d'une autre pièce de Jean Anouilh intitulée Cher Antoine ou l'Amour raté. À côté des acteurs fétiches de Resnais, on trouve aussi des acteurs habitués des films de Bruno Podalydès (Bruno et Denis Podalydès, Jean-Noël Brouté, Michel Vuillermoz) ou issus de l'univers d'Arnaud Desplechin (Mathieu Amalric, Hippolyte Girardot, Anne Consigny). Le succès en salles est moins important que pour ses films précédents (155 000 entrées en France). Le film provoque d'ailleurs des réactions contrastées au sein de la critique.
Son ultime réalisation, Aimer, boire et chanter, dans laquelle il dirige deux nouvelles interprètes, Sandrine Kiberlain et Alba Gaïa Bellugi, en plus de sa troupe (Caroline Silhol, elle, avait joué dans La vie est un roman), sort quelques semaines après son décès, le 26 mars 2014. Le film, conçu comme un vaudeville énergique, mélancolique et novateur, réunit 312 186 spectateurs en salles.
Alain Resnais « était en train de préparer, avec moi, un autre film dont il avait écrit le premier scénario » a indiqué le producteur Jean-Louis Livi à la suite de l'annonce de sa disparition.

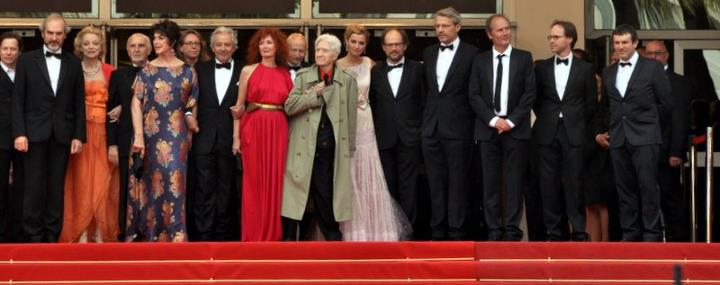
L'équipe du film Vous n'avez encore rien vu au festival de Cannes 2012.

### Mort et hommages

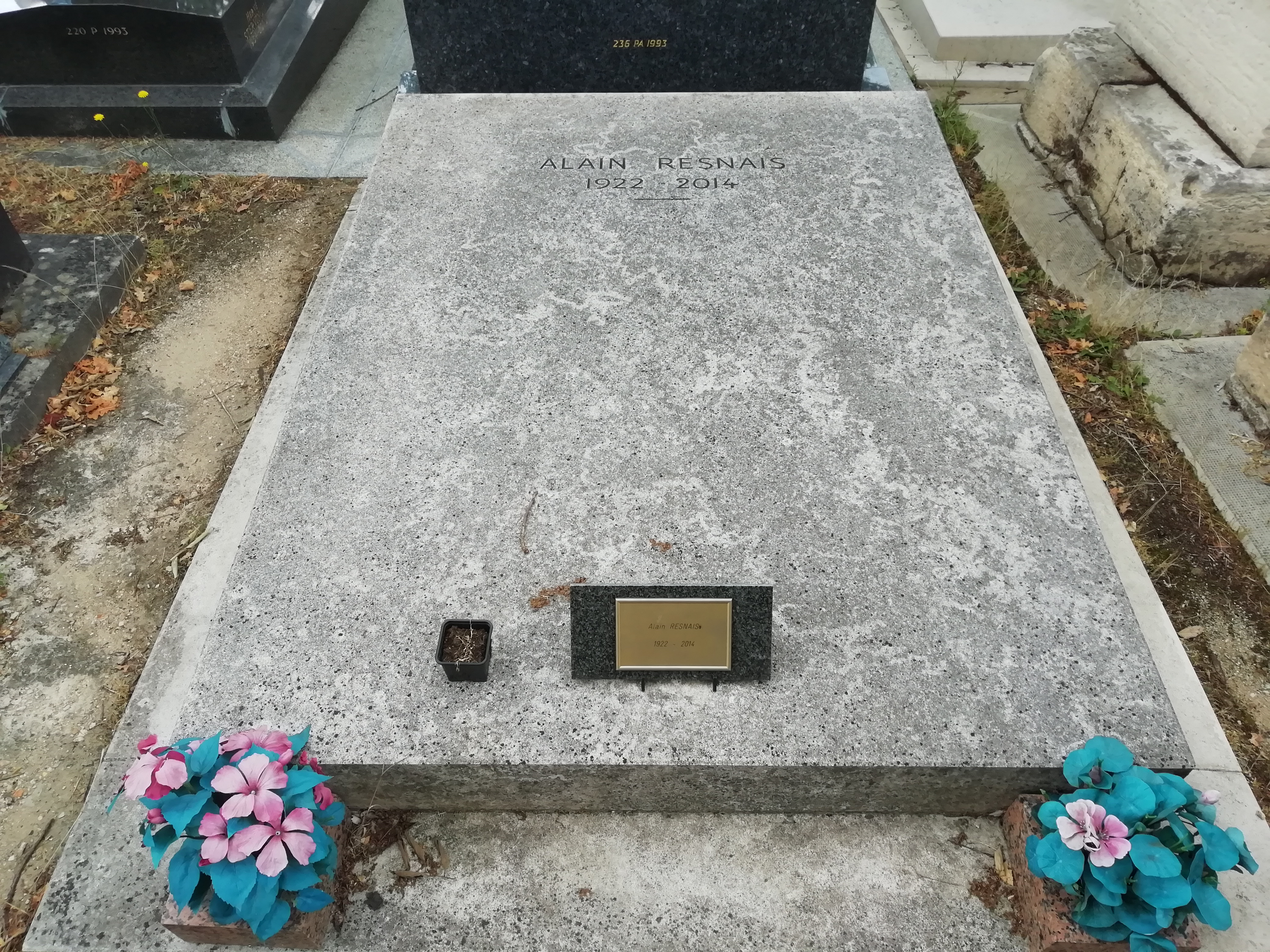
Tombe d'Alain Resnais au cimetière du Montparnasse (division 4).

Hospitalisé depuis plus d'une semaine, il meurt le 1er mars 2014 à Neuilly-sur-Seine à l'âge de 91 ans. Ses obsèques ont lieu le 10 mars à Paris, à l'église Saint-Vincent-de-Paul, en présence de nombreuses personnalités du spectacle parmi lesquelles plusieurs de ses acteurs fétiches. Il est inhumé le même jour au cimetière du Montparnasse (division 4) dans la même ville.
À l'annonce de sa disparition, nombre d'artistes évoquent leurs souvenirs du cinéaste. De nombreux hommages, dont ceux du président de la République François Hollande et de la ministre de la Culture Aurélie Filippetti, lui sont rendus. À l'UGC Normandie, sur les Champs-Élysées à Paris, l'avant-première officielle de son dernier film Aimer, boire et chanter, le jour même de ses obsèques, se double d'un rassemblement en sa mémoire auquel assistent François Hollande et Aurélie Filippetti,.
En mai 2014, peu après l'hommage rendu au cinéaste par Lambert Wilson lors de la Cérémonie d'ouverture du 67e Festival de Cannes, le Carrosse d'or de la Quinzaine des réalisateurs lui est remis à titre posthume pour l'ensemble de son œuvre.

## Vie privée
Il épouse en 1969 son assistante de l'époque, Florence Malraux, fille d'André et Clara Malraux, qui travaillait avec lui depuis La Guerre est finie et qui l'accompagne jusqu'à Mélo, en 1986. Il a une fille, Camille Bordes-Resnais, réalisatrice. Depuis le début des années 1980, il partage la vie de Sabine Azéma, son actrice fétiche, de 27 ans sa cadette, qu'il épouse en 1998,.
Il se définit comme un athée mystique.

## Cinéaste célébré
Trois fois lauréat du Prix Louis-Delluc (en 1966 pour La Guerre est finie, en 1993 pour Smoking / No Smoking et en 1997 pour On connaît la chanson), Alain Resnais est le metteur en scène le plus souvent nommé au César du meilleur réalisateur : huit fois au total. Il a d'ailleurs obtenu la récompense à deux reprises : en 1978 pour Providence et en 1994 pour Smoking / No Smoking. Il est également l'unique cinéaste à avoir vu trois de ses œuvres couronnées par le César du meilleur film : Providence en 1978, Smoking / No Smoking en 1994 et On connaît la chanson en 1998.
Considéré comme un excellent directeur d'acteurs, il a permis à plusieurs de ses comédiens d'être récompensés aux Césars : Sabine Azéma (Meilleure actrice pour Mélo), Pierre Arditi (Meilleur acteur pour Smoking / No Smoking et Meilleur second rôle pour Mélo), André Dussollier (Meilleur acteur pour On connaît la chanson), Jean-Pierre Bacri et Agnès Jaoui (Meilleurs seconds rôles féminin et masculin pour On connait la chanson puis Meilleur scénario pour Smoking / No Smoking et On connaît la chanson) ou encore Darry Cowl (Meilleur second rôle pour Pas sur la bouche). Grâce à lui, Delphine Seyrig a également reçu la Coupe Volpi de la meilleure interprète à la Mostra de Venise 1963 pour Muriel, ou le Temps d'un retour et Claude Rich le Prix d'interprétation masculine au Festival de Saint-Sébastien 1968 pour Je t'aime, je t'aime.
À noter que ses techniciens ont souvent été mis à l'honneur : son chef décorateur fétiche Jacques Saulnier lui doit deux de ses trois Césars (Providence et Smoking / No Smoking), puis ses monteurs Albert Jurgenson et Hervé de Luze leur toute première statuette pour le meilleur montage (Providence pour le premier et On connaît la chanson pour le second).
Resnais est un metteur en scène célébré internationalement, cumulant un Oscar à Hollywood (Van Gogh, Meilleur court métrage en deux bobines en 1950), un BAFTA au Royaume-Uni (Hiroshima mon amour), un Lion d'or et un Lion d'argent à Venise (respectivement pour L'Année dernière à Marienbad et Cœurs), trois Ours d'argent à Berlin (Smoking / No Smoking, On connaît la chanson et Aimer, boire et chanter) puis un Grand Prix du Jury à Cannes (Mon oncle d'Amérique). En 2009, il reçoit des mains d'Isabelle Huppert, présidente du jury, le Prix Exceptionnel du 62e Festival de Cannes pour Les Herbes folles et l'ensemble de son œuvre.

## Analyse de son œuvre

### Motifs formels
L'œuvre de Resnais dénote une profonde unité car elle reste fidèle à une thématique ciblée : celle des possibilités existentielles, des flux de conscience, du libre arbitre, du déterminisme et du conditionnement socio-culturel. Elle est traversée par des motifs formels répétés : travellings vertigineux, surimpressions, expérimentations sonores et montage segmentant le temps et le récit,. Le passé de monteur du cinéaste influence beaucoup ses réalisations qui malmènent la chronologie et unissent ou séparent des scènes et des images disparates dans l'esprit du surréalisme et du collage en peinture. Resnais développe une approche esthétique singulière dans sa manière de fixer des lieux, des figures et des objets insolites. Le mouvement de la caméra ou l'alternance entre ornements décoratifs et observation psychologique accompagnent un goût prononcé de l'exercice de style. Ses recherches narratives et formelles entremêlent imagination et réalité. À travers une démarche expérimentale, on note une réflexion approfondie sur la psyché. Le metteur en scène n'applique toutefois jamais la même recette à deux films, ce qui contribue à la grande richesse de son style. Selon Pierre Arditi, « rien ne ressemble moins à un film d'Alain Resnais qu'un autre film d'Alain Resnais ».

« Je souhaite approcher par le film la complexité de la pensée, son mécanisme interne. Dès qu'on descend dans l'inconscient, l'émotion naît. Et le cinéma ne devrait être qu'un montage d'émotions. »

### Thème de la mort
On retrouve chez Resnais une tonalité élégiaque ou profondément mélancolique. Plusieurs de ses films sont marqués par un questionnement métaphysique sur le temps et la mort. Ils dénotent une forte présence de fantômes, qu'ils soient personnages (L'Année dernière à Marienbad, Je t'aime, je t'aime) ou prennent origine, de manière allégorique, dans l'Histoire (la bombe lancée sur Hiroshima et Nagasaki et les femmes tondues lors de la Libération dans Hiroshima mon amour), l'art (Providence) et l'intimité (échecs conjugaux dans Mélo etc.). L'Amour à mort va jusqu'à lier la notion d'amour absolu à la disparition de l'être aimé. Resnais explique que, selon lui, « le cinéma est un cimetière vivant ».

### Artifice et jeu sur l'interprétation
Ses réalisations remettent en cause les codes du récit cinématographique traditionnel, « trop soumis aux péripéties », selon le cinéaste André Delvaux. Resnais plonge le cinéma dans la modernité en abolissant, dans ses premières fictions, le récit à intrigue et en redéfinissant un espace et un temps situés du côté de la conscience intérieure et de l'imaginaire. En compagnie de ses scénaristes dont certains sont issus du Nouveau roman et sont sensibilisés aux courants de consciences (Marguerite Duras, Alain Robbe-Grillet ou encore Jean Cayrol, Jacques Sternberg et David Mercer), Resnais explore une réalité aléatoire, construite sur des hasards, des obsessions, des moments incompréhensibles et des scènes non linéaires (Hiroshima mon amour, L'Année dernière à Marienbad, Je t'aime, je t'aime, Providence). Il fait aussi s'entrecroiser différents personnages ou différentes époques dans un même lieu (La Vie est un roman). Par ailleurs, il s'amuse à créer un univers volontairement artificiel : les éclairages sont outrancièrement stylisés, les décors se donnent à voir comme tels et le découpage des séquences est proche de celui d'une pièce. On retrouve d'autres procédés théâtraux comme l'aparté, l'absence de contingences matérielles, l'empilement d'objets hétéroclites ou encore le recours au postiche. Proche de la distanciation théâtrale qu'il considère comme moyen, pour le spectateur, d'accéder à l'authenticité par l'artifice, Resnais s'inscrit dans une désidentification telle qu'elle est produite dans le Nouveau Roman sur le plan des personnages et du récit,. De fait, l'acteur, chez lui, n'est plus dans l'incarnation psychologique : il se met au service du faux, de l'invraisemblable et de l'expérience ludique. Par exemple, un homme peut incarner une femme (Darry Cowl dans Pas sur la bouche) et un comédien peut interpréter plusieurs rôles (Smoking / No Smoking). À l'inverse, un même rôle peut être endossé par plusieurs acteurs (Vous n'avez encore rien vu). Dans Providence, Resnais confond, sur un nombre réduit d'interprètes, personnages imaginés par un écrivain, parents de ce dernier et spectres. Soucieux de repenser la direction d'acteurs sous des angles multiples, le réalisateur franchit une nouvelle étape dans Vous n'avez encore rien vu en demandant à ses comédiens de jouer, à l'exception de Denis Podalydès, leurs propres rôles (Sabine Azéma joue Sabine Azéma, Pierre Arditi joue Pierre Arditi…). Chacun s'incarne alors en un personnage de la pièce Eurydice d'Anouilh. Les mises en scène de Resnais recèlent de nombreux motifs fantasmagoriques comme les disparitions et apparition d'acteurs à l'écran (Pas sur la bouche, Vous n'avez encore rien vu) et la succession de lieux et d'espaces interchangeables. Dans ses derniers films, le cinéaste n'hésite pas à mêler nouvelles technologies (utilisation de la HD, décors numériques, incrustations…) et procédés plus anciens (cartons de cinéma muet, fermeture d'iris, écran divisé).

### Théâtralité et musique
En retrait de la Nouvelle Vague dont il ne partage pas l'esprit (décors naturels, abolition des contraintes techniques, abandon de textes adaptés du répertoire, vie devant naturellement entrer dans le cadre), Resnais se veut du côté de l'illusion, de la mise en scène conceptuelle et de la théâtralité cinématographique à l'instar de Sacha Guitry qu'il admire. La fusion du théâtre et du cinéma permet de revendiquer l'artificialité du 7e art et sa faculté de condensation pour produire des « expériences » au sens scientifique du terme. Ce procédé est défini explicitement par le biais du témoignage du professeur Laborit dans le film comportementaliste Mon oncle d'Amérique. Il révèle une vérité indicible sur les êtres humains, observés comme des animaux en cage : leurs désirs, leurs intérêts et leurs préoccupations sont de vaines tentatives pour échapper à la tristesse et la conscience de leur finitude. Ceux-ci font de leur mieux pour « se débattre dans cette toile d'araignée qu'est l'existence » selon l'expression du comédien André Dussollier. À cette recherche, s'ajoute l'esthétique propre au montage qui déstructure la narration et sonde les méandres de la mémoire collective et individuelle. Elle permet au réalisateur d'illustrer, dans une mosaïque d'images vertigineuse, le chaos de l'existence et le flot de visions contradictoires, de souvenirs, de scènes imaginaires et de fantasmes, plus proches de la réalité de l'esprit, consciente ou non, que l'ordre et la régularité voulus par la fiction classique. La frontière entre rêve, souvenirs, hallucination et réalité quotidienne est abolie. L'exploration du temps sensible à laquelle le cinéaste attache beaucoup d'importance s'apparente à une composition musicale. La dimension symphonique est évidente dans Hiroshima mon amour, Je t'aime, je t'aime et Providence. La polyphonie, ressort essentiel du cinéma de Resnais, prend plusieurs tonalités : grotesque, comique ou dramatique. Le réalisateur explique ainsi l'importance de la musicalité, de l'esprit choral et de l'opéra dans son travail : « Ce que je recherche toujours dans mes films, c'est une langue de théâtre, un dialogue musical qui invite les acteurs à s'éloigner d'un réalisme du quotidien pour se rapprocher d'un jeu décalé ».

### Sources d'inspiration
Jugé cérébral et austère, le réalisateur est volontiers reconnu comme un créateur de formes originales. Il est cité comme l'un des grands noms de la modernité cinématographique et puise son inspiration autant dans les sciences humaines que dans la musique, le théâtre, la peinture, la littérature (notamment les surréalistes) et la photographie,. Cependant, il n'est pas considéré comme un « auteur » grand public, terme qu'il rejette au vu du peu de considération qu'il a pour la distinction entre culture élitiste et populaire,. Il affirme être un grand amateur de bandes dessinées, de comic books et de séries télévisées et n'est pas en marge de l'industrie du cinéma,. Son dernier compositeur attitré, Mark Snow, vient de la télévision, et Resnais a adapté trois fois Alan Ayckbourn, auteur populaire de comédies.
Le metteur en scène prend plaisir à développer une version iconoclaste, personnelle et ironique de comédie musicale, genre commercial par excellence, dans ses œuvres tardives qui ont connu le succès : On connaît la chanson et Pas sur la bouche.
Son film Cœurs, pour lequel il a demandé à l'homme de théâtre Jean-Michel Ribes d'adapter en français une pièce d'Alan Ayckbourn, se veut une sorte de synthèse de ses préoccupations artistiques. Les Herbes folles souligne son inspiration surréaliste et son goût du décalage absurde, de la légèreté et de la fantaisie débridée. Vous n'avez encore rien vu se conçoit comme une déclaration d'amour funèbre au théâtre et aux comédiens.
Après son décès, son premier assistant-réalisateur et directeur de production Christophe Jeauffroy explique que le cinéaste était très intéressé par les nouvelles technologies et se passionnait pour l'informatique. Il ajoute qu'il appréciait beaucoup Wikipédia et demandait souvent à consulter des articles sur diverses personnalités.

### Bande dessinée
En 1962, aux côtés de Francis Lacassin, Évelyne Sullerot, Pierre Couperie, Guy Bonnemaison et Jean-Claude Forest, Resnais devient l'un des membres fondateurs du Club des Bandes dessinées, futur Centre d'études des littératures d'expression graphique, première association française de réflexion historique et théorique sur la bande dessinée. Le prestige des premiers membres de l'association, auxquels s'ajoutent Chris Marker, Umberto Eco, Federico Fellini, Alejandro Jodorowsky, Alain Dorémieux, Jean Adhémar, Edgar Morin et Raymond Queneau, a beaucoup pesé dans la reconnaissance de la bande dessinée comme médium artistique digne d'intérêt. Au fil de sa carrière, Resnais collabore avec plusieurs auteurs de bande dessinée pour l'illustration de ses affiches : Enki Bilal (La Vie est un roman, Mon oncle d'Amérique), Floc'h (Smoking / No Smoking, On connaît la chanson, Pas sur la bouche) ou encore Blutch (Les Herbes folles, Vous n'avez encore rien vu et Aimer, boire et chanter dont le dessinateur signe également le fond graphique qui sert de décor au film).
I Want to Go Home rend directement hommage à la BD : des figures dessinées viennent y interpeller des personnages de chair et d'os. Le scénariste du film est Jules Feiffer, important créateur de BD et auteur d'un essai intitulé The great comic book heroes (1965) qui prend la défense de ce médium encore méprisé. Par ailleurs, Resnais a souhaité adapter les aventures du héros de la littérature populaire Harry Dickson, d'après Jean Ray, mais le projet n'a jamais abouti. Le scénario a été publié en 2007 dans un ouvrage intitulé Les Aventures de Harry Dickson, scénario pour un film (non réalisé) par Alain Resnais de Frédéric Towarnicki aux éditions Capricci. Une adaptation de L'Île Noire, de la série des Tintin, a aussi été envisagée.
Par ailleurs, le cinéaste aurait un temps disposé des droits d'adaptation de Flash Gordon, forçant George Lucas, qui désirait lui aussi porter à l'écran l'œuvre d'Alex Raymond, à inventer son propre univers de fantaisie spatiale avec le succès que l'on sait. Pour des raisons budgétaires, Resnais n'a jamais pu réaliser son Flash Gordon et les aventures du personnage ont finalement été adaptées au cinéma pour la première fois depuis les années 1940 par Mike Hodges, dans une version produite par Dino De Laurentiis en 1980.

« Quand je suis fatigué, je lis un roman ; quand je suis en pleine forme, je lis une bande dessinée. »

### Nouvelle vague
Dans les années 1960, Resnais appartient avec Agnès Varda, Chris Marker, Georges Franju, Henri Colpi, Armand Gatti, Roger Leenhardt et Pierre Kast au mouvement du Nouveau cinéma, dénommé ainsi par analogie avec le Nouveau roman. Le cinéaste collabore d'ailleurs avec deux représentants importants du Nouveau roman : Marguerite Duras pour Hiroshima, mon amour et Alain Robbe-Grillet pour L'Année dernière à Marienbad.
Sa particularité réside dans le fait de les avoir sollicités sur des idées de films qui ne supposaient pas d'adapter des œuvres préexistantes : elles suscitaient un travail de scénariste ambitieux et inédit. Il explique lui-même ce choix initial : « Quand je ne faisais pas encore de films, je me suis promis de ne jamais faire un film écrit par un romancier, ou tiré d'un roman. Les adaptations littéraires, D'Artagnan, Madame Bovary, me décevaient invariablement. J'étais trop rigoriste […]. Mon rêve, c'était de travailler sur un scénario original écrit pour le cinéma, à la condition que l'auteur ait écrit pour le théâtre avant. J'ai connu Marguerite Duras en voyant Le Square au théâtre. Alain Robbe-Grillet n'avait pas fait de théâtre, mais il allait à toutes les générales, et son style d'écriture était extrêmement musical, extrêmement théâtral ».
François Truffaut situe le cinéma de Resnais dans la continuité de celui de Louis Delluc. En 1961, il explique : « Je crois qu'il y a deux sortes de cinéma, la branche Lumière et la branche Delluc. Lumière a inventé le cinéma pour filmer la nature des actions […], Delluc, qui était un romancier, a pensé que l'on pouvait utiliser cette invention pour filmer des idées, ou des actions qui ont une signification autre que celle évidente, et puis éventuellement lorgner vers les autres arts […]. La branche Lumière : Griffith, Chaplin, Stroheim, Flaherty, Gance, Vigo, Renoir, Rossellini, Godard. La branche Delluc : Epstein, L'Herbier, Feyder, Grémillon, Huston, Astruc, Antonioni, Resnais. Pour les premiers, le cinéma est un spectacle, pour les seconds, il est un langage ».
Resnais réfute l'illusion référentielle de la fiction réaliste (effet de réel, représentation fidèle et vraisemblable d'une réalité objective, identification aux personnages). Il défend une conception « anti-naturaliste » et « artificialiste » du cinéma. Il revendique en effet la nature d'illusion du film en lui-même, affirmant dans l'entretien accordé Antoine de Baecque et Claire Vassé en 2000 : « J'aime, au cinéma, même dans un documentaire, sentir qu'on est au cinéma, que le jeu et les décors soient visibles, que cela ne ressemble pas à la vie ». Il renchérit, dans un entretien avec Isabelle Regnier pour Le Monde en 2012 : « Je suis satisfait si les spectateurs comprennent qu'ils ne sont pas devant du cinéma vérité, qu'ils sont bien devant des acteurs, maquillés, qui ont appris leur texte ».
Le cinéaste se voit comme un « artisan » et un « expérimentateur » au sens de quelqu'un qui cherche, en curieux, d'autres formes d'expression. Chez lui, il n'y a aucun désir de transfigurer le cinéma en lieu essentiel de réflexion et de création sur l'exemple de Godard. Il souhaite plutôt le considérer comme un espace de jeux et de recherches parmi d'autres dans lequel se confondent gravité, ironie, drame et humour. Resnais affirme préférer l'imaginaire au réel : « Je n'essaye pas d'imiter la réalité. Si j'imite quelque chose, c'est l'imaginaire. Je serais content si l'on disait de mes films qu'ils sont des documentaires sur l'imaginaire »,,. Il explique : « Je ne fais pas de différence entre la pomme du pommier et la pomme de Cézanne. Je refuse que l’imaginaire soit considéré comme autre chose qu’une autre sorte de réalité. Ce qui se passe dans notre tête est la vie ». Resnais se définit également comme « formaliste » : « Je suis un formaliste : je crois que s’il n’y a pas de forme, il n’y a pas de communication. Et quand je vais au cinéma, plus il y a de parti pris dans la mise en scène, dans le jeu des comédiens qui fait partie de la mise en scène, plus j’aime ». Au Festival de Cannes 2012, durant la conférence de presse de Vous n'avez encore rien vu, il accepte que son œuvre soit caractérisée de « baroque » mais fait part de sa méfiance envers les qualificatifs réducteurs. Il concède cependant se sentir proche de l'art baroque.

### Critiques
Certains critiques de cinéma se montrent sévères à l'égard de l'œuvre de Resnais, notamment Michel Mourlet et Jacques Lourcelles. Dans son Dictionnaire des films, ce dernier estime que « Resnais s'est montré digne en tout point de passer pour l'intellectuel le plus ennuyeux qui ait paru dans son siècle, titre que seul pourrait lui disputer l'Italien Pasolini ». Dans son Dictionnaire des réalisateurs, Jean Tulard concède à Resnais un grand talent mais regrette d'une part que ses volontés d'adaptation d’œuvres populaires soient restées à l'état de projet et d'autre part que le choix de ses scénaristes ait, selon lui, bridé son travail de metteur en scène : « Dommage que Resnais n'ait pas donné libre cours à son goût pour le roman populaire en réalisant le Fantômas ou le Mandrake tant de fois annoncés. Il eût repoussé victorieusement l'accusation d'intellectualisme. Mais au cinéma, Resnais semble préférer s'effacer devant des scénaristes confirmés au lieu de laisser courir sa propre imagination ».

## Méthodes de travail

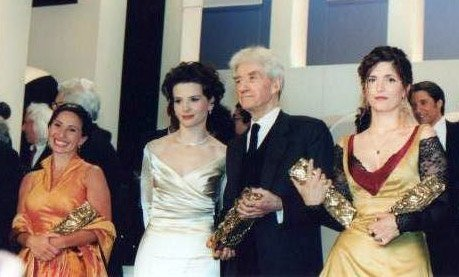
De gauche à droite, Ariane Ascaride, Juliette Binoche, Alain Resnais et Agnès Jaoui à la des César en 1998.

Que ce soit dans ses films documentaires ou de fiction, Alain Resnais est réputé pour son travail de documentation méticuleux. « Je commence en général par repérer tout seul les lieux de tournage. Quand je suis arrivé à Hiroshima pour la première fois, j'ai quitté l'hôtel à trois heures du matin et je suis parti au hasard à travers la ville… Dans ces moments-là, le Leica est bien commode. Je m'en sers comme d'un bloc-notes où j'inscris pêle-mêle les images les plus diverses. Elles me serviront ensuite à matérialiser l'histoire, à fabriquer une autre réalité avec des matériaux pris un peu partout. C'est toujours le problème de l'assemblage… » Resnais colle ensuite ces photos directement sur le découpage pour que décorateurs et producteurs sachent exactement ce qu'il désire.
Il est également réputé pour sa fidélité dans le travail : outre Sabine Azéma, André Dussollier et Pierre Arditi, on a retrouvé au moins deux fois dans ses films les acteurs Lambert Wilson, Delphine Seyrig, Gérard Depardieu, Geraldine Chaplin, Michel Piccoli, Fanny Ardant, Claude Rich, Anny Duperey, Anne Consigny et Mathieu Amalric. Resnais est également très lié à la scripte Sylvette Baudrot, au chef décorateur Jacques Saulnier, au monteur Albert Jurgenson puis à Hervé de Luze et à la costumière Jackie Budin. Sylvette Baudrot par exemple travaille avec lui depuis Hiroshima mon amour et Jacques Saulnier depuis L'Année dernière à Marienbad. C'est Sylvette Baudrot qui l'a orienté vers Sacha Vierny, Jacques Saulnier ou l'assistant réalisateur Jean Léon. Alain Resnais a expliqué que dès leur première collaboration elle lui a évité de faire beaucoup d'erreurs car elle connaissait la grammaire cinématographique dont lui n'avait qu'une connaissance instinctive. Dans ses vingt dernières années, il s'entoure également, de manière récurrente, des directeurs de la photographie Renato Berta et Éric Gautier, des compositeurs Bruno Fontaine et Mark Snow, et des producteurs Bruno Pesery (pour quatre films) puis Jean-Louis Livi (pour trois films). Resnais a également, par le passé, beaucoup collaboré avec le producteur Anatole Dauman.

### Scénario
Resnais se concentre sur la mise en scène et participe peu à l'écriture du scénario. Il n'a jamais souhaité s'investir dans ce processus de création : « Le scénariste m’apporte une matière dramatique que la mise en scène utilise très concrètement et très librement pour en faire un spectacle ». Par souci de « réalisme » et de « lucidité », il refuse de figurer au générique comme « auteur » et préfère être mentionné uniquement comme « réalisateur ». Par ailleurs, il se considère plus comme « monteur » que « metteur en scène »,. Il affirme : « Pour certains metteurs en scène, l'idéal est d'être un auteur complet, d'écrire le scénario et de réaliser le film. Je ne crois pas qu'aujourd'hui un jeune homme ou une jeune femme de 20 ans ait l'idée de tourner un film sans l'avoir écrit : j'appartiens à une génération pour laquelle c'est exactement le contraire, où les auteurs complets étaient très rares. Je crois me souvenir que Losey disait qu'il pourrait sans doute construire lui-même un réfrigérateur, mais qu'il ne voyait pas pourquoi il ne demanderait pas tout simplement à quelqu'un de lui en apporter un qui soit prêt à fonctionner. La dualité scénariste-metteur en scène me paraît donc naturelle ». Resnais explique que ce sont souvent les producteurs qui l'ont mis en relation avec ses scénaristes sauf dans certains cas comme pour Jean-Pierre Bacri et Agnès Jaoui qu'il a sollicités. Il dit avoir une « boîte à sujets » dans laquelle il place des photos découpées, des articles, des faits divers et des éditoriaux consultés au hasard. Il parle beaucoup de ses envies en amont aux auteurs et les laisse écrire sans avoir « la prétention de proposer un sujet articulé, cohérent, à un scénariste ». Il a la réputation de couper peu de choses dans la version finale du script mais il nuance : « J'ai lu plusieurs fois que « Resnais ne change pas même une virgule ». Oui, mais on travaille tellement le scénario… D'ailleurs ce n'est pas complètement vrai, mais je trouve que si l'on change quelque chose, la moindre des politesses est de prévenir le scénariste, parce qu'il ne vient jamais sur le plateau. C'est devenu « il ne change pas une virgule », alors que c'est simplement « il prévient le scénariste » ». Il inclut généralement ses auteurs dans la production du film. Resnais n'aime pas donner d'explications sur ses œuvres et laisse le spectateur trouver sa propre solution. Selon lui, « aucun film n'est une véritable énigme ».

### Travail avec les acteurs
Resnais donne très peu d'indications à ses interprètes sur le plateau. Il n'aime pas faire de répétitions avant le tournage car il souhaite préserver une certaine spontanéité de jeu. Il fait peu de prises (3 à 5 par plan en moyenne). Il apprécie cependant le travail en amont : il conseille à ses comédiens des lectures, des films et des spectacles pour leur inspiration personnelle. Pour aider à la préparation du rôle, il a pour habitude soit de donner à chaque acteur une biographie de son personnage, soit de charger chacun d'imaginer lui-même cette biographie qu'il est ensuite le seul à lire. Cet exercice, selon Michel Vuillermoz, stimule beaucoup son imagination de metteur en scène. Resnais attend que ses acteurs le surprennent et pour ce faire leur accorde une grande liberté dans l'interprétation. Il choisit également ses comédiens en fonction de leur timbre de voix et cherche, à travers eux, à valoriser la musicalité des dialogues.

## Filmographie

### Réalisateur

#### Courts et moyens métrages
- 1936 : L'Aventure de Guy
- 1946 : La Bague[83]
- 1946 : Schéma d'une identification
- 1947 : Visite à Oscar Dominguez
- 1947 : Visite à Lucien Coutaud
- 1947 : Visite à Hans Hartung
- 1947 : Visite à Félix Labisse
- 1947 : Visite à César Domela
- 1947 : Visite à Christine Boomeester
- 1947 : Van Gogh
- 1947 : Portrait d'Henri Goetz
- 1947 : Le Lait Nestlé
- 1947 : Journée naturelle
- 1947 : L'alcool tue
- 1948 : Malfray
- 1948 : Les Jardins de Paris
- 1948 : Châteaux de France
- 1950 : Guernica
- 1950 : Gauguin
- 1952 : Pictura
- 1953 : Les statues meurent aussi
- 1956 : Nuit et Brouillard
- 1956 : Toute la mémoire du monde
- 1957 : Le Mystère de l'atelier quinze (coréalisation avec André Heinrich)
- 1958 : Le Chant du styrène, documentaire
- 1967 : Loin du Vietnam
- 1968 : Cinétracts
- 1991 : Contre l'oubli
- 1992 : Gershwin

#### Longs métrages
- 1946 : Ouvert pour cause d'inventaire (film perdu)
- 1959 : Hiroshima mon amour
- 1961 : L'Année dernière à Marienbad
- 1963 : Muriel ou le Temps d'un retour
- 1966 : La guerre est finie
- 1968 : Je t'aime, je t'aime
- 1973 : L'An 01, de Jacques Doillon (tournage de la séquence américaine)
- 1974 : Stavisky
- 1977 : Providence
- 1980 : Mon oncle d'Amérique
- 1983 : La vie est un roman
- 1984 : L'Amour à mort
- 1986 : Mélo
- 1989 : I Want to Go Home (Je veux rentrer à la maison)
- 1993 : Smoking / No Smoking
- 1997 : On connaît la chanson
- 2003 : Pas sur la bouche
- 2006 : Cœurs
- 2009 : Les Herbes folles
- 2012 : Vous n'avez encore rien vu
- 2014 : Aimer, boire et chanter

### Monteur
- 1947 : Van Gogh
- 1947 : Transfo transforme l'énergie du pyrium
- 1947 : L'alcool tue
- 1948 : Jean Effel
- 1948 : Châteaux de France
- 1950 : Guernica
- 1950 : Gauguin
- 1952 : Saint-Tropez, devoir de vacances, (Saint-Tropez)
- 1953 : Aux frontières de l'homme
- 1955 : Une visite
- 1955 : Nuit et Brouillard
- 1956 : Toute la mémoire du monde
- 1956 : La Pointe courte
- 1957 : L'Œil du maître
- 1958 : Le Chant du styrène
- 1958 : Broadway by light
- 1959 : Novembre à Paris

### Scénariste
- 1948 : Châteaux de France
- 1986 : Mélo
- 2014 : Arrivée, départ[84]

### Chef-opérateur
- 1947 : Transfo transforme l'énergie du pyrium
- 1947 : L'alcool tue
- 1948 : Jean Effel
- 1948 : Châteaux de France

### Producteur et assistant réalisateur
- 1947 : Paris 1900[n 2]

## Distinctions

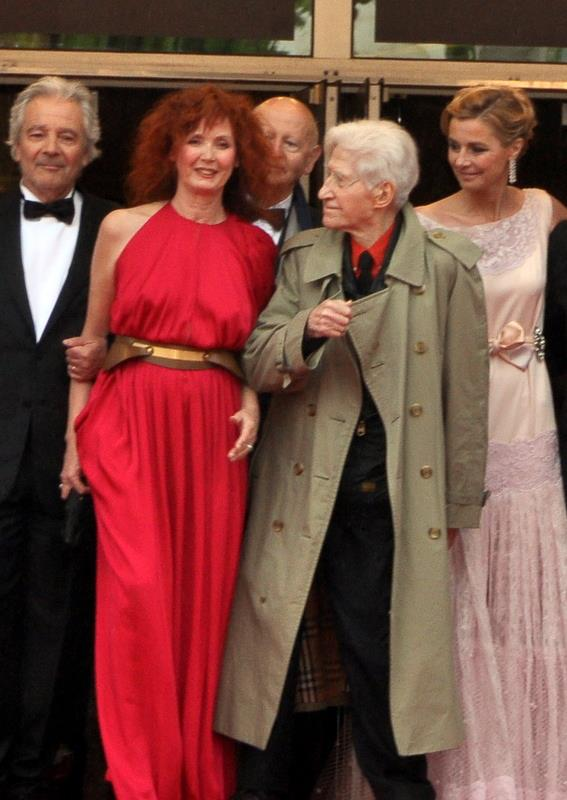
De gauche à droite, Pierre Arditi, Sabine Azéma, Alain Resnais et Anne Consigny lors de la présentation de Vous n'avez encore rien vu au festival de Cannes 2012. Derrière, à demi caché : Gilles Jacob, président du festival de Cannes.

### César

#### César du meilleur film
- 1978 : Lauréat - Providence
- 1981 : Nomination - Mon oncle d'Amérique
- 1985 : Nomination - L'Amour à mort
- 1987 : Nomination - Mélo
- 1994 : Lauréat - Smoking / No Smoking
- 1998 : Lauréat - On connaît la chanson
- 2004 : Nomination - Pas sur la bouche
- 2010 : Nomination - Les Herbes folles

#### César du meilleur réalisateur
- 1978 : Lauréat - Providence
- 1981 : Nomination - Mon oncle d'Amérique
- 1985 : Nomination - L'Amour à mort
- 1987 : Nomination - Mélo
- 1994 : Lauréat - Smoking / No Smoking
- 1998 : Nomination - On connaît la chanson
- 2004 : Nomination - Pas sur la bouche
- 2007 : Nomination - Cœurs

### Prix Méliès
Avec 8 prix, Resnais est le cinéaste le plus récompensé par les critiques.
- 1959 : Hiroshima, mon amour (ex æquo avec Les Quatre Cents Coups)
- 1961 : L'Année dernière à Marienbad
- 1966 : La guerre est finie (ex æquo avec Au hasard Balthazar)
- 1977 : Providence
- 1980 : Mon oncle d'Amérique
- 1993 : Smoking / No Smoking
- 1997 : On connaît la chanson
- 2006 : Cœurs

### Autres
- Oscar du meilleur court métrage en deux bobines en 1950 pour Van Gogh
- Prix Jean-Vigo en 1954 pour Les statues meurent aussi
- Prix Jean-Vigo en 1956 pour Nuit et Brouillard
- BAFTA spécial en 1960 pour Hiroshima, mon amour
- Mostra de Venise 1961 : Lion d'or pour L'Année dernière à Marienbad
- Mostra de Venise 1963 : Prix de la Critique internationale pour Muriel ou le Temps d'un retour
- Prix Louis-Delluc 1966 pour La guerre est finie
- Festival de Cannes 1980 : Grand prix du jury et Prix FIPRESCI de la Critique internationale pour Mon oncle d'Amérique
- Prix Louis-Delluc 1993 pour Smoking / No Smoking
- Berlinale 1994 : Ours d'argent de la meilleure contribution artistique pour Smoking / No Smoking
- Prix Louis-Delluc 1997 pour On connaît la chanson
- Berlinale 1998 : Ours d'argent (meilleure contribution artistique) pour On connaît la chanson et l'ensemble de sa carrière
- Mostra de Venise 2006 : Lion d'argent (meilleure mise en scène) pour Cœurs
- Étoile d'or 2007 : meilleur réalisateur pour Cœurs
- Prix Henri-Langlois d'honneur 2007
- Festival de Cannes 2009 : Prix exceptionnel du Jury pour Les Herbes folles et l'ensemble de son œuvre
- Berlinale 2014 : Prix Alfred-Bauer pour Aimer, boire et chanter
- Quinzaine des réalisateurs du Festival de Cannes 2014 : Carrosse d'or à titre posthume pour l'ensemble de son œuvre[85].

#### Ouvrages

##### En français
- Gaston Bounoure, Alain Resnais, Paris, Seghers, 1974, 3e éd.
- Jean-Daniel Roob, Alain Resnais, Lyon, La Manufacture, coll. « Qui êtes-vous ? », 1986, 177 p.
- Robert Benayoun, Resnais, arpenteur de l'imaginaire, Paris, Ramsay, 1986
- François Thomas, L'Atelier d'Alain Resnais, Paris, Flammarion, 1989
- Thierry Jousse, Alain Resnais, compositeur de films, Paris, Mille et une nuits, 1997
- Stéphane Goudet (dir.), Alain Resnais : Positif, revue de cinéma, Paris, Gallimard, 2002, 511 p.
- Suzanne Liandrat-Guigues et Jean-Louis Leutrat, Alain Resnais : Liaisons secrètes, accords vagabonds, Cahiers du cinéma, 2006
- Jean Regazzi, Le Roman dans le cinéma d'Alain Resnais : Retour à Providence, préface de Jean-Louis Leutrat, Paris, L'Harmattan, coll. Esthétiques, 2010, 360 p.  (ISBN 978-2-296-11340-4)
- Jean-Luc Douin, Alain Resnais, Paris, La Martinière, 2014, 280p.
- François Thomas, Alain Resnais, les coulisses de la création : entretiens avec ses proches collaborateurs, Armand Colin, 2016, 528 p.
- François Thomas, Trente ans avec Alain Resnais : entretiens, Bruxelles, Les Impressions nouvelles, 2022, 272 p.

##### En anglais
- (en) Roy Armes, The Cinema of Alain Resnais, London, Zwemmer, 1968
- (en) James Monaco, Alain Resnais: The Role of Imagination, Londres, Oxford University Press, 1978
- (en) Lynn A. Higgins, New Novel, New Wave, New Politics : Fiction and the Representation of History in Postwar France, Londres, University of Nebraska Press, 1998
- (en) Emma Wilson, Alain Resnais, Manchester, Manchester University Press, 2006
- (en) Huner Vaughan, Where Film Meets Philosophy : Godard, Resnais, and Experiments in Cinematic Thinking, Columbia University Press, coll. « Film and Culture Series », février 2013, 264 p. (ISBN 978-0-231-53082-8, lire en ligne)

##### Livres concernant des films d'Alain Resnais
- Marguerite Duras, Hiroshima mon amour, Paris, Gallimard, 1994 (1960) Scénario du film
- Paule Palacios-Dalens, Hiroshima dans la Blanche, l'introduction de Marguerite Duras au cinéma, 38 pages, mars 2015  (ISBN 978-2-9551727-0-4).
- Jean Regazzi, Le roman dans le cinéma d'Alain Resnais : retour à "Providence", Paris, L'Harmattan, 2010
- Jean-Louis Leutrat, Hiroshima mon amour : étude critique, Paris, Nathan, 1994

#### Articles
- (en) Noël Burch, « A Conversation with Alain Resnais », Film Quarterly, vol. 13, no 3,‎ printemps 1960, p. 27-29 (DOI 10.2307/1210431)
- (en) Susan Sontag, « Muriel: ou Le Temps d'un Retour by Alain Resnais », Film Quarterly, University of California Press, vol. 17, no 2,‎ hiver 1963, p. 23-27 (DOI 10.2307/1210868, lire en ligne)
- Mireille Latil-Le Dantec, « Alain Resnais, témoin de son temps », Études, no 326,‎ février 1967 (lire en ligne)
- Anonyme, « Libre cours. Alain Resnais : Il est plus difficile d'execer sa volonté que sa nostalgie », Téléciné no 145, Paris, Fédération des Loisirs et Culture Cinématographique (FLECC), septembre 1968, p. 2-3  (ISSN 0049-3287).
- Dork Zabunyan, « Alain Resnais, cinéma et entertainment », Critique, no 725,‎ octobre 2007, p. 721-735 (lire en ligne)
- (en) Gilbert Adair, « Alain Resnais : vive la différence », The Guardian,‎ 22 juin 2010 (lire en ligne)

### Films sur Alain Resnais
- Alain Resnais, un révolutionnaire discret, de Michel Le Clerc et E.Bonnet, TF1 1980
- L'Atelier d'Alain Resnais : autour d'On connaît la chanson, documentaire de François Thomas, diffusé sur Arte en 1997[86],[87]
- Sur le tournage d'Alain Resnais, documentaire d'Axelle Ropert, 2011
- Dans les oreilles d'Alain Resnais, documentaire de Géraldine Boudot, 2020[88]
- Alain Resnais, l'audacieux, de Pierre-Henri Gibert, 2021, diffusé sur Arte le 12/09/2022 à 22h50